# Francia en la Copa Mundial de Rugby de 1995
Les Bleus fueron uno de las 16 naciones participantes de la Copa Mundial de Rugby de 1995, que se realizó en Sudáfrica.
Los franceses querían remediar su última participación, pese a un mal torneo de las Cinco Naciones 1995 y efectuaron un gran torneo; solo perdieron un partido y ante los eventuales campeones.

## Plantel
El técnico fue Berbizier quien cumplió 37 años durante el campeonato y había sido titular en Nueva Zelanda 1987.
|                              | Jugador              | Edad    | Posición      | Tests | Equipo                                  |
| ---------------------------- | -------------------- | ------- | ------------- | ----- | --------------------------------------- |
| Hookers y Pilares            |                      |         |               |       |                                         |
| 1                            | Louis Armary         | 31 años | Pilar         | 44    | FC Lourdes                              |
|                              | Laurent Bénézech     | 28 años | Pilar         | 8     | Racing 92                               |
| 3                            | Christian Califano   | 23 años | Pilar         | 7     | Stade Toulousain                        |
|                              | Marc de Rougemont    | 23 años | Hooker        | 2     | Rugby Club Toulonnais                   |
|                              | Philippe Gallart     | 32 años | Pilar         | 17    | AS Béziers Hérault                      |
| 2                            | Jean-Michel Gonzalez | 27 años | Hooker        | 24    | Section Paloise                         |
| Segundas líneas              |                      |         |               |       |                                         |
|                              | Olivier Brouzet      | 22 años | Segunda línea | 6     | Football Club de Grenoble Rugby         |
| 4                            | Olivier Merle        | 29 años | Segunda línea | 16    | ASM Clermont Auvergne                   |
| 5                            | Olivier Roumat       | 29 años | Segunda línea | 50    | Union Sportive Dacquoise                |
| Alas y Octavos               |                      |         |               |       |                                         |
| 6                            | Abdelatif Benazzi    | 26 años | Ala           | 32    | Sporting Union Agen                     |
|                              | Philippe Benetton    | 27 años | Ala           | 29    | Sporting Union Agen                     |
| 7                            | Laurent Cabannes     | 31 años | Ala           | 35    | Racing 92                               |
| 8                            | Marc Cécillon        | 35 años | Octavo        | 42    | Club Sportif Bourgoin-Jallieu           |
|                              | Albert Cigagna       | 34 años | Octavo        | 0     | Stade Toulousain                        |
|                              | Arnaud Costes        | 22 años | Ala           | 2     | ASM Clermont Auvergne                   |
| Medios scrums                |                      |         |               |       |                                         |
|                              | Guy Accoceberry      | 28 años | Medio scrum   | 8     | Club athlétique Bordeaux-Bègles Gironde |
| 9                            | Fabien Galthié       | 26 años | Medio scrum   | 14    | Union Bordeaux Bègles                   |
|                              | Aubin Hueber         | 28 años | Medio scrum   | 18    | Rugby Club Toulonnais                   |
| Aperturas y Centros          |                      |         |               |       |                                         |
|                              | Yann Delaigue        | 22 años | Apertura      | 5     | Rugby Club Toulonnais                   |
| 10                           | Christophe Deylaud   | 30 años | Apertura      | 10    | Stade Toulousain                        |
| 12                           | Thierry Lacroix      | 28 años | Centro        | 29    | Union Sportive Dacquoise                |
|                              | Franck Mesnel        | 33 años | Centro        | 54    | Racing 92                               |
| 13                           | Philippe Sella       | 33 años | Centro        | 106   | Sporting Union Agen                     |
| Fullbacks y Wings            |                      |         |               |       |                                         |
| 14                           | Émile Ntamack        | 24 años | Wing          | 8     | Stade Toulousain                        |
| 15                           | Jean-Luc Sadourny    | 28 años | Fullback      | 28    | Union sportive Colomiers rugby          |
| 11                           | Philippe Saint-André | 28 años | Wing          | 44    | ASM Clermont Auvergne                   |
|                              | William Téchoueyres  | 29 años | Wing          | 2     | Union Bordeaux Bègles                   |
|                              | Sébastien Viars      | 23 años | Wing          | 13    | Club Athlétique Brive-Corrèze           |
| Entrenador: Pierre Berbizier |                      |         |               |       |                                         |

## Participación
Francia integró el grupo D con la debutante Costa de Marfil, la dura Tonga y el XV del Cardo. Ganó la zona con todas victorias y solo Escocia pudo competirle.

### Fase final
En los cuartos de final se cruzaron ante el XV del Trébol que llegaba apenas tras perder con los All Blacks y eliminar a los Dragones rojos. Irlanda formó al capitán Terry Kingston, Neil Francis, Paddy Johns, Michael Bradley, Brendan Mullin y Jim Staples pero no pudo hacerle frente a los galos que ganaron cómodamente.
Las semifinales los enfrentó a los anfitriones Springboks que debutaban en el torneo y alineaban con Balie Swart, Kobus Wiese, el capitán Francois Pienaar, Joost van der Westhuizen, Hennie le Roux y Chester Williams. Bajo una intensa lluvia que amenazó con suspender el partido, el local se impuso ajustadamente por un try y luego de haber sido dominado la mayor parte del encuentro.

### Tercer puesto
El partido consuelo los puso frente a Inglaterra que había eliminado a los Wallabies y era representada por Brian Moore, Martin Bayfield, Tim Rodber, Dewi Morris, el capitán Will Carling y Rory Underwood. La Rosa había vencido a Francia en todas las pruebas desde 1991 y fue el motivo para que unos Les Bleus, inspirados además por el retiro de Sella, triunfaran.

## Legado
Fue el último mundial de los experimentados Armary, Cabannes, Cécillon, Lacroix, Mesnel, Roumat, Sadourny, el capitán Saint-André y la leyenda Sella.